# Postkasse (privat)
 Denne artikel omhandler overvejende eller alene danske forhold. Hjælp gerne med at gøre artiklen mere almen.
 For alternative betydninger, se Postkasse. (Se også artikler, som begynder med Postkasse)
En privat postkasse eller brevkasse er en kasse beregnet til modtagelse af postforsendelser, det kan være breve, tryksager, aviser eller mindre pakker. Modtageren skal ofte bruge en nøgle til at åbne den. Kassen er ofte bygget af metal som kobber, rustfrit stål, zink, messing, aluminium; eller af plast eller træ.
Postkasser skal være forsynet med et navneskilt, så postbuddet kan se navnene på alle postmodtagere på adressen.
1. januar 2010 blev det påbudt, at alle etageejendomme skulle have fælles postkasseanlæg, hvor post til ejendommens beboere kunne afleveres.
Fra 1. januar 2012 skal postkasser opsættes i skel. I landzone er modtageren ikke forpligtet til at sætte postkassen mere end 50 m fra ejendommen.